# Callovosaurus
Callovosaurus (лат., буквально — келловейский ящер) — род динозавров из семейства дриозаврид клады игуанодонтов, живших во время средней юры (164,7—161,2 млн лет назад) на территории современной Англии. Типовой и единственный вид — Callovosaurus leedsi — описан по левой бедренной кости, поэтому в 1990 и 2004 годах признавался сомнительным таксоном (nomen dubium).

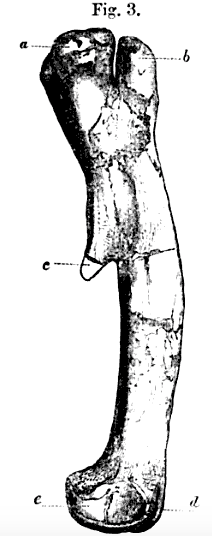
Бедренная кость

## История и описание
Callovosaurus основан на голотипе BМNH R1993, почти полной левой бедренной кости. Этот образец был обнаружен в среднекелловейской (средняя юра) Оксфордской глинистой формации, близ Питерборо в графстве Кембриджшир (Англия). Кость длиной 28 см, и, по оценкам, принадлежит животному примерно 2,5 м в длину. Частичная большеберцовая кость, найденная в том же месте, SMC J. 46889, может также принадлежать Callovosaurus.
Типовой вид Callovosaurus  leedsi был впервые описан Ричардом Лидеккером в 1889 году как Camptosaurus leedsi, видовое название получил в честь коллекционера Альфреда Николсона Лидса. В 1909 году Чарльз Гилмор предположил, что он был, вероятно, более тесно связан с дриозавром чем с камптозавром. Питер Галтон отметил его уникальность в обзоре английских гипсилофодонтид; он определил новый род Callovosaurus в 1980 году, который разместил в семействе камптозаврид. Несмотря на обозначение «Camptosaurus» leedsi Хосе Игнасио Руис-Оменьяка и соавторы в 2007 году предположили, что Callovosaurus является валидным родом и самым древним из известных дриозаврид.

## Палеоэкология
Callovosaurus встречается в нижней Оксфордской глинистой формации, в которой нашли разнообразных вымерших рептилий: ихтиозавров, плезиозавров, крокодилиформ, птерозавров, зауропод, стегозавров Loricatosaurus, сомнительнeных Lexovisaurus, и анкилозавров Sarcolestes. Ранее считалось, что эти породы были намного моложе, оксфордского яруса, но сейчас их возраст датируется средним келловеем.
Диета Callovosaurus, как и других игуанодонтов, составляла растительная пища. Это один из самых ранних известных членов игуанодонтов.